# Miles Magister
Il Miles M.14 Magister era un monomotore da addestramento biposto ad ala bassa sviluppato dall'azienda britannica Miles Aircraft nei tardi anni trenta.
Impiegato principalmente da Royal Air Force (RAF) e Fleet Air Arm (FAA), rispettivamente l'aeronautica militare e la componente aerea della marina militare (Royal Navy) britannica, grazie alle sue caratteristiche tecniche venne utilizzato per la formazione dei futuri piloti destinati ad utilizzare gli Hawker Hurricane e Supermarine Spitfire che durante la Seconda guerra mondiale costituirono la prima linea dei reparti da caccia del Regno Unito.

## Storia del progetto
Nel 1937 l'Air Ministry, il ministero che nel Regno Unito sovraintendeva allo sviluppo dell'aviazione militare, emise una specifica, identificata come T.40/36P, per la fornitura di un nuovo velivolo destinato alla formazione basica dei piloti destinati ad impratichirsi con il pilotaggio dei caccia monoplani di nuova generazione. Alla richiesta rispose la Miles con un progetto di un velivolo disegnato da George Herbert, uno dei due fratelli Miles, e realizzato con materiali non strategici, struttura in legno di abete ricoperta da pannelli in compensato, caratterizzato dalla cellula a due abitacoli aperti in tandem e dall'ala a sbalzo dotata di ipersostentatori sul bordo di uscita.
Il prototipo, al quale venne assegnata la designazione M.14 Magister, venne portato in volo per la prima volta nel marzo 1937. Dopo le prime prove in volo si ritenne tuttavia necessario apportare qualche modifica, come una maggiore dimensione dell'elemento verticale dell'impennaggio e l'applicazione di dispositivi anticoppia, adottati nella versione definitiva M.14A Magister I avviata alla produzione in serie nell'ottobre di quello stesso anno.
Benché realizzato nella significativa cifra di 1 303 esemplari, i collanti utilizzati all'epoca per l'assemblaggio delle varie componenti lignee del velivolo non erano di qualità sufficiente a garantire una lunga operatività ed al 2007 nel registro britannico rimaneva solo un esemplare in condizioni di volo più alcuni altri Hawk Trainer, designazione della versione destinata al mercato civile.

## Impiego operativo
Il Magister cominciò ad essere consegnato ai reparti tra la fine del 1937 e l'inizio del 1938 ed allo scoppio della Seconda guerra mondiale erano già più di 700 gli esemplari a disposizione delle RAF Elementary Flying Training Schools, le scuole per il conseguimento del brevetto di pilotaggio di primo livello, riuscendo ad equipaggiare 16 scuole tra cui la Central Flying School. Insieme alla versione destinata al mercato dell'aviazione civile, identificata come Hawk Major ed acquistata dalle scuole di volo civili, la produzione del Magister proseguì fino al 1941 attestandosi sulle 1 203 unità realizzate dalla Miles più altre 100 costruite su licenza in Turchia.

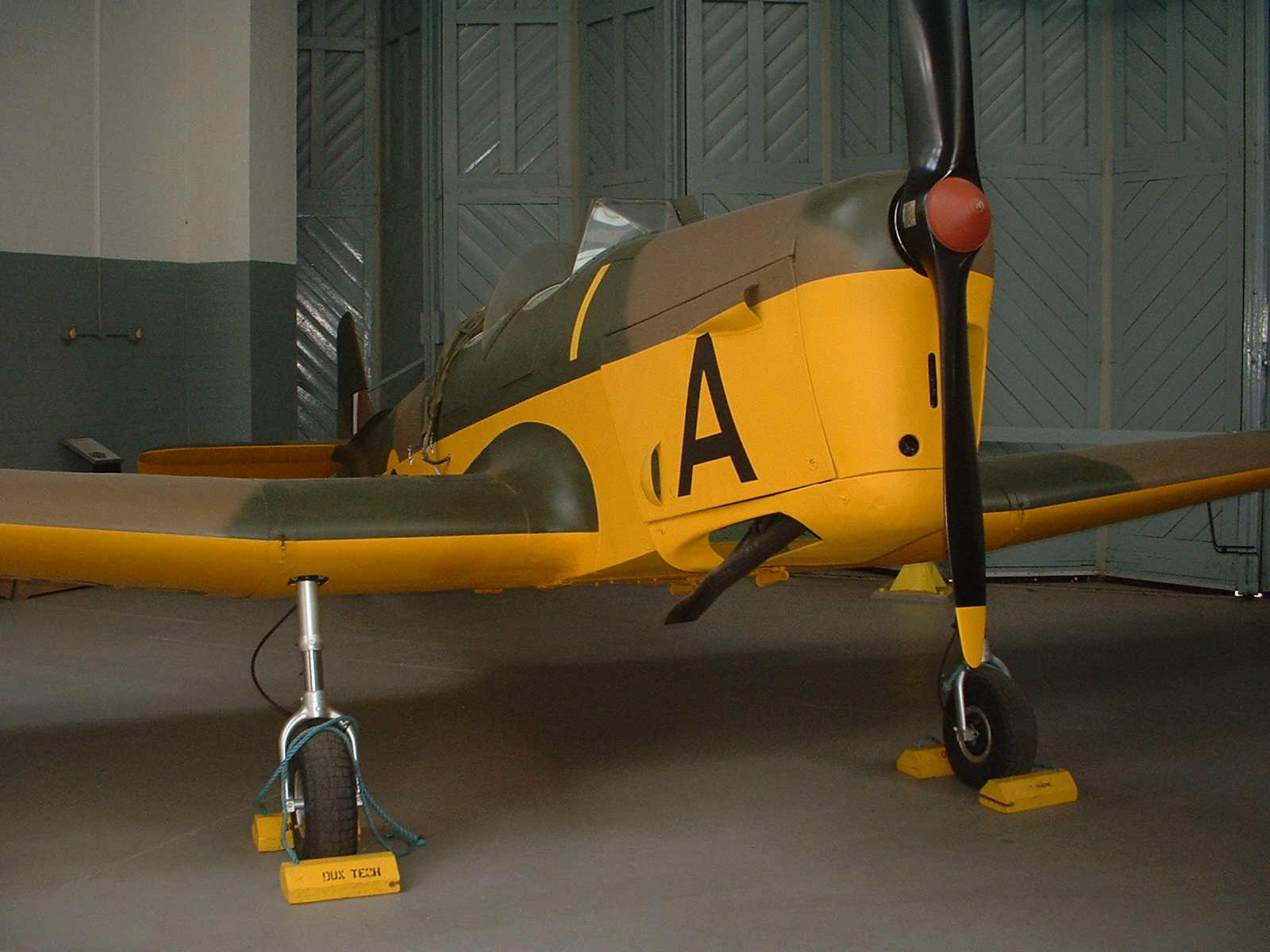
Il Miles Magister esposto all'Imperial War Museum, Duxford.

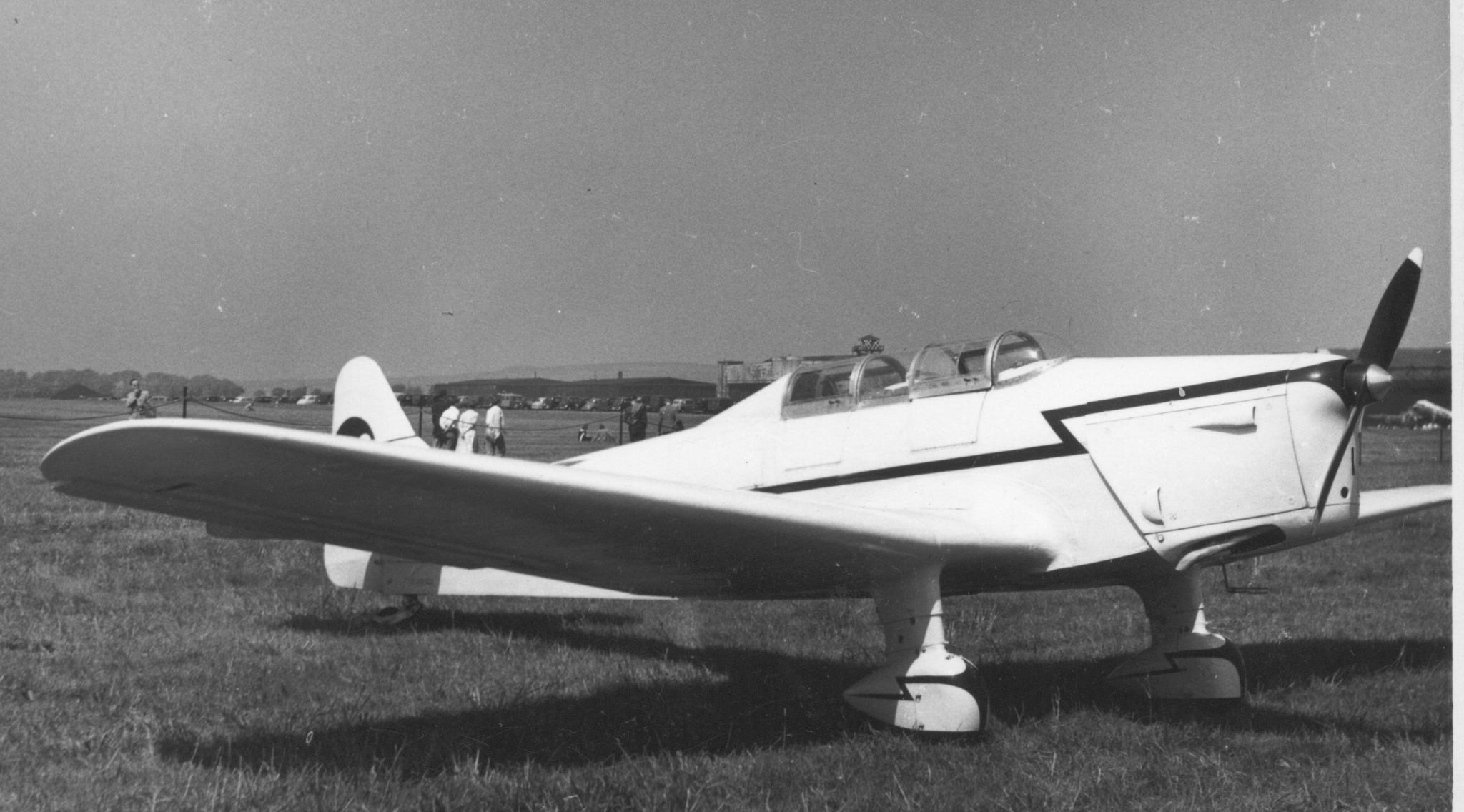
Hawk Trainer Coupe G-AJRT fotografato presso l'aeroporto di Leeds (Yeadon) nel maggio 1955.

Dopo il termine del conflitto molte furono le conversioni dei Magister militari in versioni destinate al mercato dell'aviazione civile, esemplari che assunsero la designazione Hawk Trainer III. L'edizione del 1950 della Kings Cup Air Race, alla quale parteciparono otto Hawk Trainer III, venne vinta dall'esemplare marche G-AKRV condotto da E. Day, una speciale variante a cabina di pilotaggio chiusa, alla media di 138,5 mph. Di Magister/Hawk Trainer risultano esserne stati realizzati almeno altri due esemplari. Al 2009 risultavano ancora dieci gli esemplari di Hawk Trainer III immatricolati nel Regno Unito, molti dei quali ancora in condizioni di volo.

## Versioni
Miles M.14 Magister / Hawk Trainer III
prima versione avviata alla produzione in serie.
Miles M.14A Magister I / Hawk Trainer III
primo sviluppo.
Miles M.14B Magister II / Hawk Trainer II
ulteriore sviluppo, versione equipaggiata con un motore Blackburn Cirrus II da 135 hp.

## Utilizzatori
Australia
- Royal Australian Air Force[2] - un esemplare.

 Belgio
- Aviation militaire/Militair Vliegwezen - un esemplare operativo dal 1946 al 1948.

 Canada
- Royal Canadian Air Force[2]

 Egitto
- Egyptian Army Air Force[2]
- Royal Egyptian Air Force[2] - 42 esemplari.

 Estonia
- Eesti õhuvägi[2] - un esemplare.

 Irlanda
- Aer Chór na hÉireann[3] - operò con 27 esemplari dal 1939 al 1952.

 Lettonia
- Latvijas Gaisa Spēki[2]

 Malesia
- Malayan Volunteer Air Force[2]

 Nuova Zelanda
- Royal New Zealand Air Force[2] - due esemplari.
  - No. 1 Squadron RNZAF
  - No. 42 Squadron RNZAF

 Portogallo
- Arma da Aeronáutica Militar[2] - dieci esemplari.

 Regno Unito
- Fleet Air Arm
- Royal Air Force

 Sudafrica
- Suid-Afrikaanse Lugmag

453 Master IIs were supplied to South Africa (including 25 which were lost at sea and did not arrive).
 Turchia
- Türk Hava Kuvvetleri